# The Brown Bunny
The Brown Bunny (bra: Brown Bunny; prt: The Brown Bunny) é um filme nipo-franco-americano de 2003, do gênero drama, escrito, produzido e dirigido por Vincent Gallo.
O filme, que conta a história de um piloto de cross country assombrado pelas memórias de sua ex-amante, estreou mundialmente no Festival de Cannes de 2003 e teve grande repercussão por causa do conteúdo sexual explícito da cena final entre Gallo e atriz Chloë Sevigny. Em entrevistas, ela declarou que a cena de sexo oral não foi simulada, nem a guerra de palavras entre Gallo e crítico de cinema Roger Ebert, que afirmou ser The Brown Bunny o pior filme da história de Cannes.

## Sinopse
Piloto de motos Bud Clay aceita realizar uma cross-country, depois de uma corrida em Nova Hampshire, a fim de participar de uma corrida na Califórnia. Todo o tempo ele é assombrado por memórias de sua ex-amante, Daisy. Em sua jornada ele encontra três mulheres, mas Bud parece ser uma alma perdida, e ele é incapaz de formar uma conexão emocional com qualquer uma delas. Ele encontra pela primeira vez Violet em um posto de gasolina em New Hampshire e convence-a a se juntar a ele em sua viagem para a Califórnia.[carece de fontes?]

## Elenco
- Vincent Gallo como Bud Clay
- Chloë Sevigny como Daisy
- Cheryl Tiegs como Lilly
- Elizabeth Blake como Rose
- Anna Vareschi como Violet
- Mary Morasky como Sra. Lemon
- Rick Doucette (não creditado) como Piloto em destaque

## Produção e lançamento
O filme foi filmado em 16 mm e, em seguida, explodido em 35 mm, o que dá a fotografia de um típico "grão velha escola". Vincent Gallo é creditado como diretor de fotografia, bem como um dos três operadores de câmera, juntamente com Toshiaki Ozawa e John Clemens.
A versão do filme exibido nos EUA foi reduzido em cerca de 25 minutos em relação à versão mostrada em Cannes, a remoção de uma grande parte da cena inicial na pista de corrida (cerca de quatro minutos mais curto), cerca de seis minutos de música e tela preta tela no final do filme e cerca de sete minutos de condução antes da cena na Bonneville Speedway.
Nem Anna Vareschi nem Elizabeth Blake, tanto no filme, foram atrizes profissionais. Kirsten Dunst e Winona Ryder foram ambas ligadas ao projeto, mas deixaram. Em uma entrevista do The Guardian Sevigny disse de cena de sexo: "Não foi tão ruim para mim, eu fui íntima com Vincent antes."
Para a promoção do filme, um trailer foi lançado com uma tela dividida no estilo de Chelsea Girls de Andy Warhol, mostrando de um lado da tela de um único ponto de vista da gravação de um motorista em uma estrada rural, e do outro lado várias cenas do final do filme, com Chloë Sevigny. Ambos os lados da tela não tinha faixas de áudio anexados, embora a canção "Milk and Honey", do cantor folk Jackson C. Frank seja tocada durante a duração do trailer.

## Controvérsia

### Recepção em Cannes e comentários
O filme foi inserido no Festival de Cinema de Cannes 2003.
Após o seu regresso aos Estados Unidos, Gallo assumiu uma postura desafiadora, defendendo o filme e terminando uma nova edição que esclareceu e reforçou o enredo. A guerra de palavras, em seguida, entrou em erupção entre Gallo e crítico de cinema Roger Ebert, com Ebert tendo escrito que The Brown Bunny foi o pior filme da história de Cannes, e Gallo replicando chamando Ebert um "porco gordo, com o físico de um comerciante de escravos." Ebert, em seguida, respondeu, parafraseando uma declaração atribuída a Winston Churchill, que "um dia eu vou ser magro, mas Vincent Gallo sempre será o diretor de The Brown Bunny". Gallo, em seguida, afirmou ter colocado um feitiço em cólon de Ebert, xingando o crítico com câncer. Em resposta, Ebert brincou que assistir a um vídeo de sua colonoscopia tinha sido mais divertido do que assistir The Brown Bunny. Gallo, posteriormente, afirmou que o feitiço realmente tinha sido colocado em próstata de Ebert e que ele tinha a intenção de seu comentário a ser uma piada que foi erroneamente levado a sério por um jornalista. Ele também admitiu a encontrar o comentário da colonoscopia de Ebert ser um retorno divertido.
Uma versão mais curta, re-editada do filme lançado mais tarde, em 2003, no Festival Internacional de Cinema de Toronto (embora ainda manteve a cena de sexo controverso). A nova versão foi considerada mais altamente por alguns, até mesmo Ebert, que deu o novo corte de três estrelas de um total possível de quatro. Em 28 de agosto de 2004 episódio do programa de televisão Ebert & Roeper, Ebert deu a nova versão do filme de "polegares para cima" classificação. Em uma coluna publicada quase ao mesmo tempo, Ebert relatou que ele e Gallo fizeram as paz. De acordo com Ebert:

Gallo voltou para a sala de edição e cortar 26 minutos de seu filme de 118 minutos, ou quase um quarto do tempo de execução. E no processo ele transformou. Forma e propósito do filme agora emergem do miasma do corte original, e estão silenciosamente, infelizmente, eficaz. Diz-se que a edição é a alma do cinema, no caso de The Brown Bunny, é a sua salvação.

The Brown Bunny mantém um índice de aprovação de 45% no Rotten Tomatoes.
Revista de cinema francês, Les Cahiers du Cinéma, votou The Brown Bunny um dos dez melhores filmes de 2004. O filme ganhou o Prêmio FIPRESCI no Festival de Cinema Internacional de Viena para a sua "exploração ousada de saudade e tristeza e para a sua radical partida das tendências dominantes no atual cinema americano". O filme, além da rivalidade com Roger Ebert, ganhou alguma reação positiva dos críticos americanos também. Neva Chonin do San Francisco Chronicle chamou-lhe "um poema sombrio de um filme certo para frustrar aqueles que preferem resolução de ambigüidade... como um sonho inescrutavelmente ruim, [ele] persiste".
The Daily Telegraph listou The Brown Bunny como um dos 100 filmes "definitivos" da década, chamando-o filme "mais odiado" da década, mas dizendo que estava "destinado a se tornar um futuro clássico perdido".

## Resposta de Sevigny
Em agosto de 2004, após um lançamento limitado nos cinemas do filme nos Estados Unidos, a estrela Sevigny defendeu o filme e sua cena final polêmica, afirmando:

É uma pena que as pessoas escrevam tantas coisas sem terem visto. Quando vês o filme, faz mais sentido. É um filme de arte. Deveria estar a ser exibido em museus. É como um filme de Andy Warhol.

Logo antes da estréia do filme em Cannes, Sevigny foi dispensada da agência de talentos de entretenimento William Morris Agency. Uma fonte teria dito, "A cena era um passo acima da pornografia, e não muito grande. William Morris agora sente que sua carreira está contaminada e pode nunca se recuperar, especialmente depois de rumores começaram a circular sobre as saídas ainda mais gráficas
que não chegaram a entrar no filme real".
Sevigny continua a trabalhar como atriz profissional, utilizando uma outra agência de talentos, e sua carreira foi ampliado substancialmente e elevou após o lançamento do filme com Sevigny aparecendo em uma série de grandes filmes de estúdio, bem como outras independente bem recebido e filmes "de arte".
Apesar da reação negativa para com o envolvimento de Sevigny no filme, alguns críticos elogiaram sua decisão. Revisor Manohla Dargis do New York Times disse:

"Mesmo na era do Girls Gone Wild, é realmente surpreendente ver um nome de atriz jogar a precaução e, talvez, a sua carreira ao vento. Mas dar crédito a mulher. Atrizes foram convidados e até mesmo coagidas a realizar atos semelhantes para os cineastas desde o cinema começou, geralmente por trás de portas fechadas. Ms. Sevigny não está se escondendo atrás da mesa de ninguém. Ela diz suas falas com sentimento e coloca sua iconoclastia certo lá fora, onde todos possam vê-lo, ela pode ser louca, mas ela também é inesquecível."

Sete anos mais tarde, em uma entrevista para a edição de janeiro de 2011 de Playboy, ela falou sobre a cena de sexo oral infame no filme:

O que aconteceu com isso é tudo muito complicado. Há uma série de emoções. Eu provavelmente vou ter que ir para a terapia em algum ponto. Mas eu amo Vincent. O filme é trágico e lindo, e eu tenho orgulho disso e meu desempenho. Estou triste que as pessoas pensam de uma forma do filme, mas o que você pode fazer? Eu fiz muitas cenas de sexo explícito, mas eu não sou tão interessado em fazer mais nada. Eu sou mais auto-consciente agora e não seria capaz de ser tão livre, então por que fazer isso?

## Outdoor promoção
The Brown Bunny também atraiu a atenção da mídia sobre um grande outdoor erguido sobre Sunset Boulevard, em West Hollywood, Califórnia, em 2004, promovendo o filme. O cartaz apresentava uma imagem em preto-e-branco tirada da seqüência de felação, reclamações do desenho reclamações vindo de moradores e empresários. A imagem mostrou Gallo posição com Sevigny de joelhos, mas não mostrou qualquer conteúdo sexual explícito. Ele acabou por ser removido, no entanto. Em 2011, uma imagem semelhante apresentando em quadro de avisos de um outro filme francês, The Players (Les infidèles), desencadeou uma polêmica similar.
Em situações especiais, devem ser adicionados outros parâmetros. Espaços em branco podem ser apagados ou deixados por preencher.

## Trilha sonora
A trilha sonora do filme The Brown Bunny foi lançado exclusivamente no Japão. As cinco primeiras faixas vêm de artistas Gordon Lightfoot, Jackson C. Frank, Matisse / Accardo Quartet, Jeff Alexander e Ted Curson. As últimas cinco faixas são executadas por John Frusciante.
1. "Come Wander with Me" (Jeff Alexander)
2. "Tears for Dolphy" (Ted Curson)
3. "Milk and Honey" (Jackson C. Frank)
4. "Beautiful" (Gordon Lightfoot)
5. "Smooth" (Matisse/Accardo Quartet)
6. "Forever Away" (John Frusciante)
7. "Dying Song" (John Frusciante)
8. "Leave All the Days Behind" (John Frusciante)
9. "Prostitution Song" (John Frusciante)
10. "Falling" (John Frusciante)